# فن چانگ

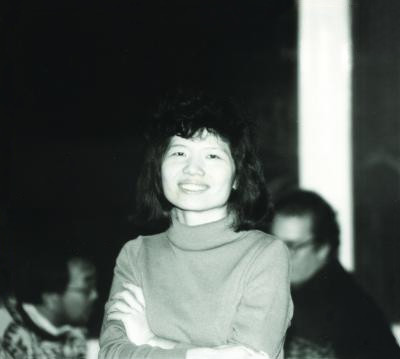
فن چانگ

فن رونگ ک چانگ گراهام (به چینی: 金芳蓉) (به انگلیسی: Fan Rong K Chung Graham) (متولد ۹ اکتبر ۱۹۴۹)، که به نام فن چانگ شناخته شده‌است، ریاضی‌دانی است که در زمینه‌های نظریه طیفی گراف‌ها، نظریه رمزی، و گراف‌های تصادفی کار می‌کند.
او در سال ۱۹۸۳ با رونالد گراهام ازدواج کرد.
او مدرک دکترای خود را در سال ۱۹۷۴ در دانشگاه پنسیلوانیا تحت راهنمایی هربرت ویلف با رساله‌ای با عنوان «اعداد رمزی در چند رنگ‌ها و طرح‌های ترکیبیاتی» اخذ کرد.